# Kanton La Concordia
Der Kanton La Concordia befindet sich in der Provinz Santo Domingo de los Tsáchilas im Nordwesten von Ecuador. Er besitzt eine Fläche von 323,4 km². Im Jahr 2022 lag die Einwohnerzahl bei rund 51.400. Verwaltungssitz des Kantons ist die Stadt La Concordia mit 29.000 Einwohnern (Stand 2010).

## Lage
Der Kanton La Concordia liegt im Nordwesten der Provinz Santo Domingo de los Tsáchilas. Der Kanton liegt im Tiefland westlich der Cordillera Occidental. Der Río Blanco durchfließt den Osten des Areals in nördlicher Richtung. Im Westen reicht der Kanton bis zum Río Quinindé. Die Fernstraße E20 (Santo Domingo de los Colorados–Esmeraldas) führt durch den Kanton.
Der Kanton La Concordia grenzt im Osten und im Süden an den Kanton Santo Domingo, im Westen an die Kantone El Carmen und Chone der Provinz Manabí, im Norden an den Kanton Quinindé der Provinz Esmeraldas sowie im Nordosten an den Kanton Puerto Quito der Provinz Pichincha.

## Verwaltungsgliederung
Der Kanton La Concordia ist in die Parroquia urbana („städtisches Kirchspiel“)
- La Concordia

und in die Parroquias rurales („ländliches Kirchspiel“)
- La Villegas
- Monterrey
- Plan Piloto

gegliedert.

## Geschichte
Der Kanton La Concordia wurde am 26. November 2007 eingerichtet und gehörte ursprünglich zur Provinz Esmeraldas. Am 31. Mai 2013 wurde der Kanton mittels Beschluss der ecuadorianischen Nationalversammlung der Provinz Santo Domingo de los Tsáchilas zugeschlagen.
Entwicklung der Einwohnerzahl im Kanton La Concordia bei landesweiten Volkszählungen zum jeweiligen Gebietsstand:
| Jahr                    | Einwohner | +/-    |
| ----------------------- | --------- | ------ |
| 1990                    | 48.159    | –      |
| 2001                    | 45.232    | −6,1 % |
| 2010                    | 42.924    | −5,1 % |
| 2022                    | 51.386    | 19,7 % |
| Datenherkunft: Wikidata |           |        |